# 산화 납
산화 납(酸化─, lead oxide)은 다음을 가리킨다.
일반적으로 통용되는 산화 납은 다음을 가리킨다.
- 산화 납(II) oxide, PbO, litharge (red), massicot (yellow)
- 산화 납(II,IV), Pb3O4, minium, red lead
- 이산화 납 (산화 납(IV)), PbO2

이보다 덜 일반적으로 통용되는 산화 납은 다음을 가리킨다:
- 산화 납(II,IV), Pb2O3, 납 삼이산화물
- Pb12O19
- 흑연 산화물(black lead oxide)

| Disambiguation icon | 이 문서는 명칭이 같은 여러 화합물을 연결하는 색인 문서입니다. |